# Paul Nilsson
Lars Johan Paulinus Nilsson (* 22. Juni 1866; † 28. Oktober 1951) war ein schwedischer evangelisch-lutherischer Theologe, Pfarrer und Kirchenlieddichter.
1906 dichtete er das Lied „Se, vi går upp till Jerusalem“ („Seht wir gehn hinauf nach Jerusalem“). Das Lied wurde 1970 von Karl-Ludwig Voss ins Deutsche übertragen und in den hessen-nassauischen Regionalteil  des Evangelischen Gesangbuchs (EG) aufgenommen. 2019 wurde es im Ergänzungsheft zum EG veröffentlicht, da es zu einem von zwei Wochenliedern des letzten Sonntags der Vorpassionszeit, Estomihi, bestimmt wurde.
Auch im neuen Gesangbuch Wo wir dich loben, wachsen neue Lieder - plus von 2018 ist unter der Nummer 217 dieses Lied von Karl-Ludwig Voss und Paul Nilsson inzwischen vertreten.